# René Bacharach
Pour les articles homonymes, voir Bacharach (homonymie).
René Bacharach (Le Mans, 5 octobre 1903 - Paris 16e, 25 novembre 1991) est un écuyer et auteur français, appartenant au courant bauchériste de la deuxième manière.

## Biographie
Fils et petit-fils d'officiers, René Bacharach a été mis à cheval dès l'enfance. Officier de réserve de cavalerie, il a gardé un souvenir fidèle de son stage en 1925 à l'École de Saumur où il lui a été donné d'apercevoir le Commandant Wattel alors Écuyer en Chef au Cadre noir. Le Général du Breuil écrit: " M. Bacharach a eu aussi la bonne fortune de pouvoir voyager et monter à cheval dans de nombreux pays d'Europe et d'Amérique, en Afrique et en Asie, élargissant ainsi sa culture équestre et sa formation de base."
Il a d'abord été initié par le colonel Bouhet avant de rencontrer le capitaine Étienne Beudant, dont il est devenu l'élève. Il fut lui-même le maître écuyer de Patrice Franchet d'Espèrey ainsi que de  Dominique Ollivier et  Stéphane Béchy. Il fut également le premier maître de Michel Henriquet,. 
Également ami du Général Decarpentry et du Commandant Licart, il entretiendra une immense correspondance avec les plus grands écuyers de son époque, correspondance pleine de questions, Patrice Franchet d'Espèrey écrit:" Il fait partie des grands questionneurs, de ceux dont les questions ouvrent les chemins". Érudit, il possédait une collection incroyable d'ouvrages et de traités équestres dont hérita à sa mort son disciple Patrice Franchet d'Espèrey. Il est également le créateur, en 1961 du tableau synoptique des écuyers qui met en relief les liens et filiations de maîtres à élèves de l'école équestre Française
René Bacharach était Chimiste parfumeur de profession, Patrice Franchet d'Espèrey dit de lui qu'il "opérait une sorte de distillation des idées pour trouver le bien commun des équitations qui veulent le bien-être du cheval."
La devise de René Bacharach était "Look, love, think and do" que l'on peut traduire par "Observe, aime, pense et agis", passionné de poètes et peintres surréalistes, il aimait, en musique les pièces courtes avec un penchant particulier pour Erik Satie."
René Bacharach fait partie du groupe de cavaliers français qui découvrirent Nuno Oliveira grâce à Jean Persin de Lauret. La rencontre entre ces deux figures de l'histoire de l'art équestre se fit chez Michel Henriquet, à Bailly, près de Paris. Une longue amitié lia Bacharach à Nuno Oliveira souvent rythmée par les querelles inévitables que provoque la recherche équestre."René Bacharach s'occupa des traductions du portugais au français des premiers livres de l'écuyer portugais.

## Philosophie Équestre et citations
- "L'art est dans les moyens employés, et donc dans la relation établie avec le cheval quand on ne le contraint pas."
- "Fi du Byzantinisme, des guerres de religions équestres! Il n'y a qu'un but à poursuivre:"trouver le bien commun des équitations qui veulent le bien-être du cheval, sous la direction ferme et généreuse de son dresseur. "La force calme" de Beudant. Le mot de Rousselet résume tout: "Faire aimer au cheval l'obéissance.""
- "Lorsque la main est bien employée, on n'a presque plus besoin des jambes." Ainsi, " Le cheval qui obéit au mouvement de la main seule est dans la main. Le cavalier agissant doucement sur les rênes obtient ce mouvement de la langue du cheval qui lui fait goûter le ou les mors et rend sa bouche liante, première manifestation de la Légèreté."[10]
- "Le plus relevé de tous les Airs est dans l'art d'avoir l'air de ne pas y toucher."
- "Instruire quelqu'un, c'est le préparer à s'assumer."
- Pour René Bacharach, "les chevaux étaient libres d'exprimer leurs émotions, leur curiosité et ils pouvaient donc diriger leur regard comme ils l'entendaient, ainsi le placer de la tête n'était pas imposé et l'attitude que les chevaux prenaient venait de l'intérieur d'eux-mêmes, de leur décontraction."[11]

## Ouvrages
- Réponses équestres, Lausanne, Favre, 1987, 168 p. (ISBN 978-2-8289-0262-9)
- « Un point d'histoire de l'équitation  », dans L'Année Hippique, 1958.
- « La haute et discrète figure du capitaine Beudant, écuyer hors de pair » dans L’Année hippique, 1966, re-publié dans Vallerine. Le testament d’un écuyer, p. 137-165. Lausanne, Favre, 2005.
- « Le roi Dom Duarte » dans Plaisirs Équestres, 1974.
- « Synoptique des écuyers français du XVI au Xxe siècle », Bulletin 21 des Amis du Cadre Noir, Saumur, 1986.

## Contributions
- Correction pour l'édition française du magistral ouvrage du Colonel Aloïs Podhajsky, l'Équitation, en 1968, pour les Éditions Odège
- Traduction et préface du livre de référence de Diogo de Bragance L'Équitation de tradition française[12].